# Craig Brewer
Craig Brewer (Virginia Beach, 6 dicembre 1971) è un regista e sceneggiatore statunitense.

## Filmografia parziale

### Regista

#### Cinema
- The Poor & Hungry (2000)
- Hustle & Flow - Il colore della musica (Hustle & Flow) (2005)
- Black Snake Moan (2007)
- Footloose (2011)
- Dolemite Is My Name (2019)
- Il principe cerca figlio (Coming 2 America) (2021)

### Sceneggiatore
- Pressure - Incubo senza fine (Pressure), regia di Richard Gale (2002)
- Water's Edge - Intrigo mortale (Water's Edge), regia di Harvey Kahn (2003)

- The Legend of Tarzan, regia di David Yates (2016)